# Grubbgårdsvågen
Grubbgårdsvågen är en sjö i Strömsunds kommun i Jämtland och ingår i Indalsälvens huvudavrinningsområde. Sjön har en area på 0,0339 kvadratkilometer och ligger 303,1 meter över havet.